# Petr Sadecký
Petr Sadecký (4. ledna 1943 – 9. července 1991) byl český publicista, teoretik výtvarného umění a jeden z největších mystifikátorů moderních českých dějin. Jeho nejznámějším počinem na mezinárodním poli byl mystifikační komiks Octobriana (Oktobriana). V Česku je Sadecký považován za mimořádně kontroverzní osobnost – příklad pronikavé inteligence a současně morálně problematického povědomí.

## Mládí romantika
Petr Sadecký byl od dětství intenzivním obdivovatelem díla malíře Zdeňka Buriana. Už jako desetiletý chlapec s tímto významným malířem, ale i s několika jinými navázal přátelský kontakt. Velmi blízký vztah si vybudoval s ilustrátorem Bohumilem Konečným, v jehož ateliéru v jisté době trávil téměř veškerý volný čas.
Už během studií na FAMU byla pro osobnost Sadeckého charakteristická kombinace několika výrazných vlastností, kvůli nimž ho dnes někteří jeho bývalí přátelé považují za ztělesnění démona. Přes svůj mladý věk měl Sadecký nesporné charisma. Jeho svébytnému umělecko-intelektuálnímu vzhledu (menší drobná postava, na svou dobu delší černé vlasy a kosticové brýle), mimořádné urputnosti v prosazování vlastních záměrů, panovačnosti a chorobné prolhanosti podléhaly jeho kouzlu i osoby mnohem starší. Vůči vlastnímu otci i vůči malíři Konečnému působil Sadecký už tehdy jako zdatný manipulátor.
Jako milovník romantických ilustrací Zdeňka Buriana a Bohumila Konečného si Sadecký našel cestu hned k několika autorům, kteří byli v nepřízni tehdejšího komunistického režimu. V polovině šedesátých let se pak Sadecký do české kultury hned několikrát zapsal nejen výrazným, ale i překvapivě pozitivním způsobem. Po mládežnickou generaci šedesátých, sedmdesátých a dílem i osmdesátých let pomáhal totiž oživit kdysi velice populární, ale v padesátých letech nevydávaná díla Jaroslava Foglara a Otakara Batličky. Obě tyto Sadeckého iniciativy měly velký vliv na českou kulturu následujících let.

## Rozvíření diskuze nad dílem Jaroslava Foglara
Ve svých devatenácti letech zahájil Sadecký ve Zlatém máji diskuzi na téma Proč mlčí Jaroslav Foglar? Jeho článek, který napsal po konzultaci se samotným spisovatelem, poměrně zásadním způsobem napomohl tomu, že se Foglar po 16 letech spisovatelské nečinnosti mohl opět začít veřejně projevovat.
Ve stejném období Sadecký navázal kontakt i s vdovou po Otakaru Batličkovi, dalším pozapomenutém autorovi povídek pro mládež. I v jeho případě usiloval Sadecký o to, aby Batličkovy povídky začaly znovu vycházet. Po dohodě s paní Batličkovou našel Sadecký vhodného editora a téměř zapomenuté Batličkovy povídky se dočkaly nových knižních i časopiseckých vydání. Především sbírky Batličkových předválečných povídek Na vlně 57 metrů (1965, 1968) a Tábor ztracených (1970) vyvolaly velký čtenářský zájem. Díky tomu, že zároveň nebyly podle komunistických ideologů tak závadné, byly i další Batličkovy knihy ve velkých nákladech vydávány i v průběhu normalizace.
Především u knižního vydání Batličkových povídek se však už výrazně začaly projevovat neblahé rysy osobnosti Petra Sadeckého. Aby totiž zvýšil zájem veřejnosti o pozapomenutého autora, vytvořil okolo Batličkova mládí dodnes ne zcela rozluštěnou legendu složenou z údajných dobrodružství samotného Batličky. Smyšlenými příběhy, které měl mladý Batlička údajně prožít po celém světě, zásobil Sadecký dobová periodika a propašoval je i do záložek a doslovů knih s Batličkovými povídkami. Dodnes není zcela jasné, zda si o Batličkově mládí vymyslel všechno, nebo jen část, a co je vlastně pravda.

## Spolupráce s Konečným a Burianem a Sadeckého zrada
Vztah mezi Sadeckým a malířem Bohumilem Konečným byl ze strany Konečného vysloveně otcovský. Když měl tedy Konečný v průběhu padesátých a šedesátých let vlivem společenské situace nouzi o pracovní zakázky, byl to Sadecký, kdo ho utěšoval. Dodával mu životní elán tím, že ho povzbuzoval k tvorbě indiánských a jiných romantických kreseb do šuplíku s tím, že až přijde jiná doba, bude na ni Konečný připraven. Během studií na FAMU získal zároveň během několika studentských výletů do západních zemí bližší představy o fungování tržního kapitalismu a o západní kultuře. Získal také určité kontakty. Pod vlivem nabytých zkušeností pak v roce 1965 ilustrátory Bohumila Konečného a Zdeňka Buriana přemluvil k tomu, aby pro západní trh společně vytvořili bombastický komiksový seriál. Hlavní postavou měla být bojovnice proti civilizaci, superžena s divošskými rysy, kterou Sadecký nazval Amazona. Veškeré pracovní i finální podoby díla Sadecký shromažďoval u sebe, s tím, že oběma autorům v zahraničí vyjedná skvělý kontrakt.
V roce 1967 se tehdy 23letý Petr Sadecký z jedné své zahraniční cesty už do Československa nevrátil a zůstal v emigraci. S sebou si odvezl přinejmenším desítky kreseb Zdeňka Buriana a Bohumila Konečného. Ze své strany tím celou záležitost v dosavadním jednání s oběma umělci považoval za uzavřenou. Nejenže tedy přes původní sliby nezajistil žádné nakladatelské smlouvy, ale veškeré zcizené kresby dokonce prezentoval jako své vlastní. Sám pak také inkasoval veškeré honoráře.
Veškeré Burianovy kresby Sadecký v zahraničí prodal jako údajně vlastní kresby nakladatelství Karl May Verlag v Bambergu, které je s velkým úspěchem využívá dodnes. Podle některých bez plnohodnotného finančního vyrovnání. Skutečný stav věcí by se však musel prozkoumat. Webové stránky nakladatelství každopádně přiznávají řadu kreseb Zdeňka Buriana.
V případě skic pro plánovaný komiks Amazona pochopil Sadecký velice rychle, že o něj mezi západními vydavateli nebude zájem. Opět ale zapracovala neuvěřitelně velká Sadeckého fantazie, spojená s vysokým sebevědomím a s lhavostí. Původní hrdince komiksu Amazona přimaloval na čelo pěticípou komunistickou hvězdu, přejmenoval ji na Octobrianu a nabízel ji k publikování s tím, že se jedná o ukázky disidentského komiksu v Sovětském svazu. Superžena Octobriana v komiksu bojuje proti soudobým vládcům Kremlu za „pravé ideály komunismu“. Svou historkou Sadecký okamžitě zaujal, takže už v roce 1971 vyšla v Londýně jeho kniha Octobriana a ruský underground. Spoře oděná živočišná Octobriana začala pak za železnou oponou žít vlastním životem a stala se sexuálním kultem.
Postava Octobriany se sice proslavila a ovlivnila například pop-punkového zpěváka Billyho Idola, který si ji nechal vytetovat na paži, nebo Davida Bowieho, pro Konečného ale tato aféra nic dobrého neznamenala. Režim mu znemožňoval publikovat, což znamenalo v podstatě konec jeho kariéry.
V tuzemských uměleckých kruzích se Sadeckého mystifikace pochopitelně rychle provalila, takže místní komunistický režim ještě více omezil Bohumilu Konečnému možnosti publikovat jeho kresby. Ilustrátora však nejvíce bolela osobní zrada, kterou ze strany svého téměř adoptivního syna pociťoval. Nikdy se s ní také úplně nevyrovnal. Asociálně nasměrovaný Sadecký Konečnému navíc během sedmdesátých a osmdesátých letech z ciziny poslal desítky naprosto iracionálních, útočných a postupně i výhrůžných dopisů.

## Úmrtí
Zemřel na nádor na mozku v nemocnici. Kvůli zdlouhavým formalitám po smrti skončil zřejmě obsah jeho bytu včetně obsáhlého archivu s několika originály Buriana a Konečného na skládce.